# Bank Insinger de Beaufort
Bank Insinger de Beaufort N.V. was een Nederlands-Britse bank. De bank was actief op het gebied van private banking en vermogensbeheer. De bank kwam voort uit een fusie tussen de Bank Insinger Willems en het commissionairshuis De Beaufort en Kraaijenhagen in 1989. In 2016 werd de fusie met Theodoor Gilissen Bankiers bekendgemaakt en de twee gaan verder onder de naam InsingerGilissen.

## Geschiedenis
De wortels van de bank dateren uit de achttiende eeuw. De van oorsprong Duitse Herman Albrecht Insinger (1757-1805) kwam op elfjarige leeftijd naar Amsterdam. In 1779 richtte hij samen met koopman Paulus Prins de onderneming Insinger en Prins op, en vertrok naar de Caraïben als zaakwaarnemer voor een familie die hypothecaire leningen had verstrekt aan plantages. In 1782 keerde hij terug naar Amsterdam. Insinger en Co bleef zich richten op de handel met West-Indië en het verstrekken van leningen aan plantages.
Bijna tweehonderd jaar lang tot 1973 bleef de bank verbonden met de familie Insinger, met nazaten van de oprichter aan het roer als firmant. Pas in 1973 werd besloten om de firma om te zetten in een naamloze vennootschap. Samen met het Engelse Cannon Street Investments werd Insinger Bankiers NV opgericht. In 1994 fuseerde de bank met de financiële dienstverlener Integro. 
In augustus 2009 ging Insinger de Beaufort een strategische samenwerking aan met BNP Paribas en fuseerde tevens in 2009 met BNP Paribas dochterbedrijf Nachenius Tjeenk. De nieuwe bank die op deze wijze is ontstaan opereert onder het logo van BNP, maar met de naam Insinger de Beaufort. BNP Paribas heeft een belang van 63% in de bank.
In april 2016 sloten KBL European Private Bankers en BNP Paribas Wealth Management een overeenkomst voor de overname van Insinger de Beaufort. In mei 2016 werd bekend dat Theodoor Gilissen Bankiers en Insinger de Beaufort gaan fuseren. Insinger heeft ongeveer 10,5 miljard euro aan vermogen onder beheer en er werken in de vestigingen Amsterdam, Den Haag, Eindhoven en Londen in totaal zo’n 230 medewerkers. Theodoor Gilissen Bankiers heeft vijf vestigingen in Nederland. De bank maakt sinds 2003 onderdeel uit van het netwerk van KBL European Private Bankers. Er werken ruim 200 medewerkers en het beheerd vermogen is ruim 12 miljard euro.
Op 1 oktober 2017 werd deze fusie voltooid. De bankcombinatie gaat sinds die datum door het leven als InsingerGilissen.